# Investigación e Innovación Responsable
La Investigación e Innovación Responsable (RRI) forma parte de un conjunto más amplio de ideas e iniciativas que abordan la innovación socialmente responsable; se refiere a un proceso de Investigación, Desarrollo e Innovación (I+D+i) que tiene en cuenta los efectos e impactos potenciales del mismo en el medio ambiente y la sociedad. 
Este enfoque se incorporó a los Programas Marco europeos, de los que todavía forma parte, y ha ido tomando forma a través de publicaciones científico-tecnológicas en revistas y conferencias, así como en proyectos. En junio de 2014 había al menos una docena de proyectos internacionales de investigación, en su mayoría financiados o cofinanciados por la Comisión Europea, dedicados al desarrollo de un marco de gobernanza para la Investigación e Innovación Responsable.

## Definiciones
Existen varias definiciones de Investigación e Innovación Responsable (RRI). La RRI "hace referencia a un enfoque integral de actuación en la investigación y la innovación que permite a todos los actores implicados desde una etapa temprana en estos procesos A) obtener un conocimiento relevante sobre las consecuencias de los resultados de sus acciones y el abanico de opciones que se encuentran a su disposición;(B) evaluar eficazmente tanto los resultados como las opciones, con las necesidades sociales y valores morales como punto de referencia;y (C) usar como requisitos funcionales para el diseño y el desarrollo de nuevas investigaciones, productos y servicios estas consideraciones previas (A y B)."
En una publicación anterior, la Comisión Europea (CE) describió la RRI como un marco compuesto por seis acciones clave:
1. Participación: esto implica que los retos sociales deberían encuadrarse dentro de preocupaciones sociales, económicas y éticas que sean ampliamente representativas, y de unos principios comunes cuya fuerza surge de la participación conjunta de todos los actores sociales: investigadores, industria, responsables políticos y sociedad civil.
2. Igualdad de género: se aborda la infrarrepresentación de las mujeres, indicando que la gestión de recursos humanos debe modernizarse, y que la dimensión de género debe integrarse en el contenido de la I+D+i.
3. Educación científica: se enfrenta el reto de preparar mejor a los futuros investigadores y otros actores sociales, dotándoles de las herramientas y conocimientos necesarios para participar plenamente en el proceso de I+D+i, y asumir responsabilidades dentro del mismo.
4. Acceso abierto: se establece que la RRI debe ser transparente y accesible.  Los resultados de investigaciones financiadas con fondos públicos (publicaciones y datos) deberían ser de acceso libre y en línea.
5. Ética: exige que la I+D+i respete los derechos fundamentales y los más altos estándares éticos para así garantizar una mayor relevancia social y una mayor aceptación de los resultados de la investigación y de la innovación.
6. Gobernanza: aborda la responsabilidad de las autoridades en prevenir desarrollos de I+D+i dañinos o poco éticos.  Este último punto es fundamental para el desarrollo del resto de las dimensiones.

La RRI puede definirse como "un proceso transparente e interactivo en el que actores sociales e innovadores son mutuamente responsables de la aceptabilidad (ética), sostenibilidad y conveniencia social del proceso de innovación y de sus productos comercializables, a fin de permitir una adecuada incorporación de los avances científicos y tecnológicos en nuestra sociedad."
Según Owen et al. (2012), hay tres características principales de la RRI, que coinciden en gran medida con el marco propuesto por la CE:
1. Gobernabilidad democrática de los fines de la I+D+i y de su orientación hacia los "impactos correctos".
2. Capacidad de respuesta, enfatizando la integración e institucionalización de los enfoques establecidos dentro de la I+D+i y en torno a ella (anticipación, reflexión y deliberación), de modo que se influya en la dirección que tome la I+D+i y las políticas asociadas a la misma.
3. Ubicación de la responsabilidad en sí dentro el contexto de las actividades de  I+D+i, en tanto que constituyen actividades colectivas con consecuencias indeterminadas e impredecibles.

Según Stilgoe et al. (2013), la RRI consta de cuatro dimensiones:
1. Anticipación
2. Reflexividad
3. Inclusión
4. Capacidad de respuesta

La RRI debe entenderse como un nivel superior de responsabilidad que tiene como objetivo dar forma, desarrollar y alinear procesos, actuales y futuros, relacionados con la I+D+i.
El concepto se aplica, principalmente, a la I+D+i de base científica y tecnológica, en particular dentro del área de las tecnologías emergentes. Destacan la nanotecnología, las tecnologías de la información y la comunicación (TIC), la genómica, la biología sintética y la geoingeniería. Sin embargo, algunos autores afirman que la RRI podría abarcar también instrumentos financieros innovadores, políticas públicas innovadoras o innovaciones en la comunidad, así como innovaciones en distribución, en prestación de servicios o de carácter sistémico.

## Historia
La Investigación e Innovación Responsable surgió como un enfoque para el gobierno de la I+D+i en la Unión Europea:  "se refleja en muchas políticas de alto nivel, documentos de estrategia y de programación como, por ejemplo, en el objetivo de crecimiento inteligente de la estrategia Europa 2020 o en una de sus principales prioridades del programa Horizonte 2020, el abordaje de los retos sociales."
El término RRI fue acuñado en Europa y en los Estados Unidos durante la primera década del siglo XXI. Entre los primeros autores que, a partir de 2003,  desarrollaron este concepto, se encuentran Hellstrom, Guston, Owen, Robinson y muchos otros (véase más abajo, sección #Bibliografía).
A nivel europeo, el concepto tiene su origen en los planteamientos colaborativos de científicos sociales, naturalistas y físicos que ya se ocupaban de dimensiones más amplias de la ciencia y la innovación con anterioridad. Pueden encontrarse algunos ejemplos en las convocatorias de integración socio-técnica del 5.º Programa  Marco y el 6.º Programa Marco de la Unión Europea.  El uso específico del término "Investigación e Innovación Responsable" apareció por primera vez en un proyecto europeo sobre nanotecnología y ciencias de la vida del 6.º Programa Marco (Robinson 2009).  
Otros ejemplos son las convocatorias para promover a una mayor implicación pública en la ciencia y la tecnología.
También forman parte de las raíces de la RRI, según Owen et al. (2012), enfoques integrados tales como la evaluación tecnológica en sus diversas formas, tal y como figura en las publicaciones de la Schot y Rip (1996) y Guston Sarewitz (2002), o la gobernanza anticipatoria (véase el artículo de Karinen y Guston de 2010). Estos autores afirman que algunas de estas características habían adquirido ya naturaleza formal dentro de algunos procesos de toma de decisiones; tal era el caso del llamado "modelo danés" para la evaluación tecnológica, basado en la participación y deliberación pública a través, por ejemplo, de conferencias de consenso (véase).
En los Estados Unidos de América, muchas ideas que han dado forma a política científica surgen bajo la influencia de Vannevar Bush y de sus escritos. En "La ciencia: la frontera sin fin" (1945), Bush proponía un órgano dirigido por autoridades civiles que apoyara la investigación orientada a la consecución de los objetivos nacionales. Bush buscaba diseñar un sistema que tuviera como finalidad un trabajo teórico de carácter fundamental, pero que lo conectara satisfactoriamente con su aplicación y con las necesidades sociales.

## Aplicación e implementación
La Comisión Europea declaró en 2013 que, debido a que la Investigación e Innovación Responsable era "una acción que se implementa transversalmente a lo largo de Horizonte 2020, el 0,5% del presupuesto de los pilares 'Retos Sociales' y 'Liderazgo Industrial' de Horizonte 2020 se destina a acciones de RRI/Ciencia con y para la Sociedad." La innovación y las nuevas tecnologías deben responder a desafíos globales tales como el cambio climático y el calentamiento global, el uso eficiente de los recursos naturales, el cambio demográfico, la salud y el desarrollo globales, la cohesión social y el mantenimiento de la prosperidad económica.
Se ha sugerido que los "grandes desafíos" (escasez de energía, agua y alimentos, pandemias, sociedades envejecidas, calentamiento global, salud pública y seguridad) podrían constituir una fuerza que guíe la RRI, en particular en lo que respecta al criterio de conveniencia social. Otro posible fundamento de la conveniencia social con legitimidad democrática sería los valores constitucionales. Los valores constitucionales de la Unión Europea son "el respeto a la dignidad humana, la libertad, la democracia, la igualdad, el imperio de la ley. y el respeto de los derechos humanos, incluidos los derechos de las personas pertenecientes a minorías. Además, las sociedades de los Estados miembros se caracterizan por el pluralismo, la no discriminación, la tolerancia, la justicia, la solidaridad y la igualdad entre mujeres y hombres."
Otros valores que juegan un papel importante en este contexto son los diez principios del Pacto Mundial de Naciones Unidas sobre derechos humanos, trabajo, medio ambiente y lucha contra la corrupción.
Algunos Estados miembros de la Unión Europea tienen la ambición de establecer su propio marco de RRI, para lo cual se están desarrollando e implementado criterios y enfoques nacionales. 
He aquí algunos ejemplos, correspondientes al año 2008, de estas iniciativas nacionales y su financiación:
- El Programa de Innovación Responsable (MVI) 2008 de los Países Bajos es financiado por seis ministerios y llevado a cabo por los distintos departamentos de la Organización de Investigación Científica Aplicada de los Países Bajos (NWO), WOTRO Ciencia para el Desarrollo Global, la Fundación de Tecnologías STW y la Organización para la investigación en salud y desarrollo de los Países Bajos (ZonMw). Entre sus características más distintivas se encuentran las siguientes: todos los proyectos que financia deben ser interdisciplinares, suponiendo la colaboración entre investigadores de campos tan diversos como la ética, las ciencias sociales, el derecho, las ciencias económicas, la ciencia aplicada, las ciencias naturales y la ingeniería; los proyectos tienen que ser innovadores, con un diseño atractivo y relevantes para los objetivos de la política pública; y las cuestiones sociales y éticas se consideran parte del proceso de investigación y diseño. También cabe destacar que en este programa la participación de los usuarios finales se incorpora al proceso de solicitud a través de un panel de puesta en valor que colabora en el desarrollo de la propuesta.
- En 2008, la NanoKommission alemana creó un diálogo estructurado entre las partes interesadas (representantes de grupos ambientalistas, de asociaciones de consumidores, de sindicatos, del sector de ciencia, de la industria y del gobierno) que la ayudara a comprender y evaluar los problemas asociados con el uso de las nanotecnologías en diferentes sectores.
- En 2008 en el Reino Unido, el Consejo de Investigación en Ciencias Físicas e Ingeniería (EPSRC) puso en marcha un 'gran desafío' con el objetivo de proporcionar un enfoque para la investigación británica en nanotecnología, teniendo en cuenta su contribución potencial a la atención sanitaria. Los grandes desafíos se establecen a través de un sondeo exploratorio, enfocando el tema de los mismos hacia sus  contribuciones prácticas; fue la primera vez que el EPSRC involucró al público en general en estos sondeos. El EPSRC ha establecido un Marco para la Innovación Responsable (véase abajo, en la sección #Enlaces externos).

## Términos relacionados

### Evaluación tecnológica
A pesar de que la Investigación e Innovación Responsable se basa en el conjunto de conocimientos y experiencia aportada durante décadas de historia de la evaluación tecnológica, además de en sus herramientas metodológicas, la RRI extiende el ámbito de examen a cuestiones éticas y a un concepto más amplio de gobernanza de los asuntos científicos, tecnológicas y sociales (CTS).

### Responsabilidad Social de las Empresas
La principal diferencia entre la responsabilidad social empresarial (RSE) y la RRI es que el enfoque de la RSE tiende a partir de la industria, o más bien de "una expresión de la estrategia empresarial, de la imagen corporativa, del poder de mercado". Las decisiones de RSE están orientadas a los valores de las partes interesadas, respondiendo a la siguiente pregunta: ¿qué cosas importan a las partes interesadas?". En cambio, la RRI establece procedimientos para una mejor integración de las necesidades sociales en el proceso de I+D+i, y su metodología se centra en la igualdad de roles y responsabilidades entre actores sociales e innovadores
Además, la RSE no se preocupa de la conveniencia social, sino que se preocupa sobre todo de la aceptabilidad ética (o de la responsabilidad legal relacionada con los instrumentos sobre derechos humanos) y de la sostenibilidad (p. ej. de la reducción de la contaminación).
Un ejemplo ilustrativo de esto es el Pacto Mundial de Naciones Unidas, una iniciativa política estratégica dirigida a empresas que se comprometen a alinear sus operaciones y estrategias con diez principios universalmente aceptados en materia de derechos humanos, normativa laboral, medio ambiente y lucha contra la corrupción.

### Creación de valor compartido
El principio de Creación de valor compartido (CSV en sus siglas en inglés) empieza en el punto en el que el Pacto Mundial termina: en establecer cómo pueden las empresas perseguir objetivos sociales como parte de su licencia para operar. En ese sentido, se superpone con una RRI enfocada hacia la conveniencia social. Sin embargo, el objetivo de la creación de valor compartido es la mejora de la competitividad y el beneficio económico de una empresa mediante el abordaje de cuestiones sociales, mientras que la RRI busca asegurar que la ciencia y la innovación son éticamente aceptables y sostenibles, y que se centra en obtener beneficios sociales para la sociedad en su conjunto.

### Sostenibilidad empresarial
El término "sostenibilidad empresarial" (también denominado "sostenibilidad" o "desarrollo sostenible") transmite la ambición de la empresa de alinear sus acciones con los principales cambios sociales, ambientales y económicos que enfrenta la sociedad en general; y de prepararse para la sociedad del futuro. Sin embargo, este términos se refiere a la actividad empresarial en general, y no específicamente a la I+D+i, tiene carácter unidireccional descendente (top-down), y no se asocia con aspectos como la responsabilidad colectiva y la implicación de la sociedad civil.

### Investigación en aspectos éticos, jurídicos y sociales
El acrónimo ELSA (en Europa) o ELSI (en los EE. UU.) se refiere a las actividades de investigación que anticipan y abordan los aspectos (ELSA) o las implicaciones (ELSI) éticas, jurídicas y sociales de las ciencias de la vida emergentes, como la genómica y nanotecnología (Hullman 2008). Las ELSI fueron concebidas en 1988, cuando, de repente y de forma algo inesperada, James Watson declaró, durante la conferencia de prensa en la que se anunciaba su nombramiento como director del proyecto de genoma humano (HGP en sus siglas en inglés), que las implicaciones éticas y sociales de la genómica justificaban un esfuerzo especial, por lo que debía recibir financiación directa del Instituto Nacional de la Salud de EE.UU (NIH). A lo largo de los años, se han desarrollado varios programas ELSI / ELSA en Canadá, Europa (especialmente en el Reino Unido, en los Países Bajos y en Noruega) y en el lejano Oriente. En comparación con las ELSA (que se centran en la colaboración interdisciplinar y en la interacción con los actores sociales), la RRI pone mayor énfasis en la innovación y la colaboración con la industria.